# 加麻蝇属
加麻蝇属（学名：Kanomyia）为寄蝇科的一个属。

## 下属物种
本属包括以下物种：
- 曼谷加麻蝇 Kanomyia bangkokensis Shinonaga et Tumrasvin